# Алкілювання
Алкілювання — введення алкільного замісника до складу молекули органічної сполуки.
Алкілювання може відбуватися як за атомом вуглецю (С-алкілювання), так і за гетероатомами (N, O, S, P тощо).

## Алкіляційний агент
1. В органічній хімії — сполука, за допомогою якої вводять алкільні групи в інші сполуки.
2. У хімії ліків — агент, що діє як електрофіл і утворює ковалентний зв'язок з макромолекулярною ціллю. Такі агенти вважаються цитотоксичними і використовуються як антиканцерогени.

## Амідоалкілювання
Введення амідоалкільної групи в молекулу органічної сполуки заміщенням у ній атома H або приєднанням амідоалкільного катіона до кратних C-C-зв'язків.
R–H + X–CR2NH COR' → R–CR2NHCOR'
де X — гетероатомна група

## Гідроксиалкілювання
Введення гідроксиалкільної групи в молекулу, що здійснюється переважно шляхом заміщення атома H або приєднанням карбонільних сполук.
>C=NH + CH2=O →>C=N–CH2–OH

## Алкілювання в нафтохімії
Алкілювання ізобутану олефінами — процес, заснований на реакції взаємодії ізобутану з олефінами в присутності каталізатора з метою отримання бензинових фракцій, що характеризуються високою стабільністю і детонаційною стійкістю. Сировиною є ізобутан і бутан-бутиленова фракція, а також пропан-пропіленова і пентан-аміленова фракції. Продукцією процесу алкілювання ізобутану олефінами є:
1. легкий алкілат (густина 698–715 кг/м³, компонент авто- і авіабензину);
2. важкий алкілат (густина 780–810 кг/м³, компонент дизельного пального);
3. відпрацьована фракція скраплених газів (побутовий скраплений газ).